# Жемово
Жемово — село в Зарайском районе Московской области, в составе муниципального образования сельское поселение Струпненское (до 29 ноября 2006 года входило в состав Струпненского сельского округа), село связано автобусным сообщением с райцентром и соседними населёнными пунктами.

## Население
| 2002 | 2006 | 2010 |
| ---- | ---- | ---- |
| 43   | →43  | ↘32  |

## География
Жемово расположено в 5 км на юго-запад от Зарайска, на реке Незнанка, высота центра села над уровнем моря — 145 м.

## История
Жемово впервые упоминается в Платёжных книгах 1594 года. В 1790 году в сельце числилось 15 дворов, 172 жителя, в 1858 году — 32 двора и 164 жителя, в 1906 году — 35 дворов, 262 жителя.
В 1929 году был образован колхоз «Борьба», с 1961 года — в составе совхоза «Чулки-Соколово».